# Bóng chày tại Đại hội Thể thao châu Á 1994
Bóng chày được tổ chức với 6 đội tham dự tại was Đại hội Thể thao châu Á 1994 ở Hiroshima, Nhật Bản từ 9 đến 14 tháng 10.

## Bảng huy chương
| Nội dung | Vàng | Bạc | Đồng |
| -------- | --- | --- | --- |
| Nam      | Nhật Bản · Masaaki Daito · Masao Fujii · Norimasa Fujimine · Toshio Fukudome · Naoki Matsumoto · Nobuhiko Matsunaka · Masahiko Mori · Daishin Nakamura · Toshihisa Nishi · Hideaki Okubo · Hitoshi Ono · Minoru Saeki · Tomoaki Sato · Kazuki Sawada · Masanori Sugiura · Takayuki Takabayashi · Taisei Takagi · Jiro Toyoda · So Tsutsui · Masahiro Yamada | Hàn Quốc · An Hee-bong · Baek Jae-ho · Cha Myeong-ju · Cho Kyung-hwan · Cho Sung-min · Choi Ki-moon · Hong Won-ki · Jeon Byeong-ho · Jin Kab-yong · Kang Hyuk · Kim Jae-gul · Kim Jong-kook · Kwon O-yeong · Lee Byung-kyu · Lee Young-woo · Lim Sun-dong · Moon Dong-hwan · Park Jae-hong · Son Min-han · Wi Jae-yeong | Đài Bắc Trung Hoa · Chen Chun-hung · Chen Kai-fa · Ho Chih-fan · Hsieh Fu-guey · Hsu Sheng-chieh · Huang Ching-ching · Huang Hsin-fu · Huang Kan-lin · Huang Kuei-yu · Hung Chi-feng · Kao Chien-san · Liang Ju-hao · Lin Hung-yuan · Lin Sheng-hsiung · Lin Yueh-liang · Liu Chih-sheng · Wu Chun-liang · Wu Wen-yu · Yang Fu-chun · Yeh Chun-chang |

## Kết quả
Tất cả thời gian đều theo giờ chuẩn Nhật Bản (UTC+09:00)

### Vòng loại

#### Bảng A
| Đội        | Pld | W | L | RF | RA | Pct   |
| ---------- | --- | - | - | -- | -- | ----- |
| Nhật Bản   | 2   | 2 | 0 | 35 | 3  | 1.000 |
| Trung Quốc | 2   | 1 | 1 | 17 | 11 | 0.500 |
| Thái Lan   | 2   | 0 | 2 | 3  | 41 | 0.000 |

| 9 tháng 10 13:00 | Nhật Bản | 25–2 (F/5) | Thái Lan | Sân vận động thành phố, Hiroshima |
| 9 tháng 10 13:00 |          |            |          | Sân vận động thành phố, Hiroshima |

| Đội      | 1  | 2 | 3 | 4 | 5 | 6 | 7 | 8 | 9 | R  |
| -------- | -- | - | - | - | - | - | - | - | - | -- |
| Thái Lan | 2  | 0 | 0 | 0 | 0 | — | — | — | — | 2  |
| Nhật Bản | 13 | 2 | 1 | 9 | X | — | — | — | — | 25 |

| 10 tháng 10 13:00 | Trung Quốc | 1–10 | Nhật Bản | Sân vận động thành phố, Hiroshima |
| 10 tháng 10 13:00 |            |      |          | Sân vận động thành phố, Hiroshima |

| Đội        | 1 | 2 | 3 | 4 | 5 | 6 | 7 | 8 | 9 | R  |
| ---------- | - | - | - | - | - | - | - | - | - | -- |
| Nhật Bản   | 0 | 0 | 2 | 3 | 0 | 0 | 1 | 0 | 4 | 10 |
| Trung Quốc | 0 | 1 | 0 | 0 | 0 | 0 | 0 | 0 | 0 | 1  |

| 11 tháng 10 13:00 | Thái Lan | 1–16 (F/6) | Trung Quốc | Sân vận động thành phố, Hiroshima |
| 11 tháng 10 13:00 |          |            |            | Sân vận động thành phố, Hiroshima |

| Đội        | 1 | 2 | 3 | 4 | 5 | 6 | 7 | 8 | 9 | R  |
| ---------- | - | - | - | - | - | - | - | - | - | -- |
| Trung Quốc | 4 | 4 | 3 | 1 | 2 | 2 | — | — | — | 16 |
| Thái Lan   | 0 | 0 | 0 | 1 | 0 | 0 | — | — | — | 1  |

#### Bảng B
| Đội               | Pld | W | L | RF | RA | Pct   |
| ----------------- | --- | - | - | -- | -- | ----- |
| Hàn Quốc          | 2   | 2 | 0 | 30 | 0  | 1.000 |
| Đài Bắc Trung Hoa | 2   | 1 | 1 | 20 | 9  | 0.500 |
| Mông Cổ           | 2   | 0 | 2 | 0  | 41 | 0.000 |

| 9 tháng 10 13:00 | Hàn Quốc | 21–0 (F/5) | Mông Cổ | Sân bóng chày Sogo, Hiroshima |
| 9 tháng 10 13:00 |          |            |         | Sân bóng chày Sogo, Hiroshima |

| Đội      | 1  | 2 | 3 | 4 | 5 | 6 | 7 | 8 | 9 | R  |
| -------- | -- | - | - | - | - | - | - | - | - | -- |
| Mông Cổ  | 0  | 0 | 0 | 0 | 0 | — | — | — | — | 0  |
| Hàn Quốc | 15 | 4 | 0 | 2 | X | — | — | — | — | 21 |

| 10 tháng 10 13:00 | Đài Bắc Trung Hoa | 0–9 | Hàn Quốc | Sân bóng chày Sogo, Hiroshima |
| 10 tháng 10 13:00 |                   |     |          | Sân bóng chày Sogo, Hiroshima |

| Đội               | 1 | 2 | 3 | 4 | 5 | 6 | 7 | 8 | 9 | R |
| ----------------- | - | - | - | - | - | - | - | - | - | - |
| Hàn Quốc          | 0 | 0 | 4 | 2 | 0 | 2 | 0 | 0 | 1 | 9 |
| Đài Bắc Trung Hoa | 0 | 0 | 0 | 0 | 0 | 0 | 0 | 0 | 0 | 0 |

| 11 tháng 10 13:00 | Mông Cổ | 0–20 (F/5) | Đài Bắc Trung Hoa | Sân bóng chày Sogo, Hiroshima |
| 11 tháng 10 13:00 |         |            |                   | Sân bóng chày Sogo, Hiroshima |

| Đội               | 1 | 2 | 3 | 4 | 5 | 6 | 7 | 8 | 9 | R  |
| ----------------- | - | - | - | - | - | - | - | - | - | -- |
| Đài Bắc Trung Hoa | 8 | 7 | 0 | 4 | 1 | — | — | — | — | 20 |
| Mông Cổ           | 0 | 0 | 0 | 0 | 0 | — | — | — | — | 0  |

### Vị trí thứ 5
| 13 tháng 10 10:00 | Thái Lan | 20–3 (F/5) | Mông Cổ | Sân vận động thành phố, Hiroshima |
| 13 tháng 10 10:00 |          |            |         | Sân vận động thành phố, Hiroshima |

### Chung kết
|  | Bán kết           | Bán kết  |                 |    | Chung kết | Chung kết |
|  |                   |          |                 |    |           |           |
|  | 13 October        |          |                 |    |           |           |
|  |                   |          |                 |    |           |           |
|  | Hàn Quốc (F/7)    | 14       |                 |    |           |           |
|  | Hàn Quốc (F/7)    | 14       | 14 October      |    |           |           |
|  | Trung Quốc        | 0        |                 |    |           |           |
|  | Trung Quốc        | 0        | Hàn Quốc        | 5  |           |           |
|  | 13 October        |          | Hàn Quốc        | 5  |           |           |
|  |                   | Nhật Bản | 6               |    |           |           |
|  | Nhật Bản (F/7)    | Nhật Bản | 6               | 13 |           |           |
|  | Nhật Bản (F/7)    |          |                 | 13 |           |           |
|  | Đài Bắc Trung Hoa | 3        |                 |    |           |           |
|  | Đài Bắc Trung Hoa | 3        | Huy chương vàng |    |           |           |
|  |                   |          |                 |    |           |           |
|  | 14 October        |          |                 |    |           |           |
|  |                   |          |                 |    |           |           |
|  | Trung Quốc        | 4        |                 |    |           |           |
|  | Trung Quốc        | 4        |                 |    |           |           |
|  | Đài Bắc Trung Hoa | 9        |                 |    |           |           |

#### Bán kết
| 13 tháng 10 12:00 | Hàn Quốc | 14–0 (F/7) | Trung Quốc | Sân vận động thành phố, Hiroshima |
| 13 tháng 10 12:00 |          |            |            | Sân vận động thành phố, Hiroshima |

| Đội        | 1 | 2 | 3 | 4 | 5 | 6 | 7 | 8 | 9 | R  |
| ---------- | - | - | - | - | - | - | - | - | - | -- |
| Trung Quốc | 0 | 0 | 0 | 0 | 0 | 0 | 0 | — | — | 0  |
| Hàn Quốc   | 2 | 3 | 1 | 2 | 1 | 5 | X | — | — | 14 |

| 13 tháng 10 14:00 | Nhật Bản | 13–3 (F/7) | Đài Bắc Trung Hoa | Sân vận động thành phố, Hiroshima |
| 13 tháng 10 14:00 |          |            |                   | Sân vận động thành phố, Hiroshima |

| Đội               | 1 | 2 | 3 | 4 | 5 | 6 | 7 | 8 | 9 | R  |
| ----------------- | - | - | - | - | - | - | - | - | - | -- |
| Đài Bắc Trung Hoa | 1 | 0 | 0 | 1 | 0 | 0 | 1 | — | — | 3  |
| Nhật Bản          | 3 | 7 | 1 | 2 | 0 | 0 | X | — | — | 13 |

#### Tranh huy chương đồng
| 14 tháng 10 10:00 | Trung Quốc | 4–9 | Đài Bắc Trung Hoa | Sân vận động thành phố, Hiroshima |
| 14 tháng 10 10:00 |            |     |                   | Sân vận động thành phố, Hiroshima |

| Đội               | 1 | 2 | 3 | 4 | 5 | 6 | 7 | 8 | 9 | R |
| ----------------- | - | - | - | - | - | - | - | - | - | - |
| Đài Bắc Trung Hoa | 2 | 1 | 0 | 0 | 2 | 0 | 0 | 4 | 0 | 9 |
| Trung Quốc        | 0 | 0 | 1 | 0 | 1 | 0 | 2 | 0 | 0 | 4 |

#### Chung kết
| 14 tháng 10 12:00 | Hàn Quốc | 5–6 | Nhật Bản | Sân vận động thành phố, Hiroshima |
| 14 tháng 10 12:00 |          |     |          | Sân vận động thành phố, Hiroshima |

| Đội      | 1 | 2 | 3 | 4 | 5 | 6 | 7 | 8 | 9 | R |
| -------- | - | - | - | - | - | - | - | - | - | - |
| Nhật Bản | 0 | 0 | 0 | 2 | 0 | 0 | 2 | 0 | 2 | 6 |
| Hàn Quốc | 0 | 0 | 0 | 0 | 3 | 0 | 0 | 0 | 2 | 5 |

## Vị trí cuối cùng
| Hạng | Đội               | Pld | W | L |
| ---- | ----------------- | --- | - | - |
| 1    | Nhật Bản          | 4   | 4 | 0 |
| 2    | Hàn Quốc          | 4   | 3 | 1 |
| 3    | Đài Bắc Trung Hoa | 4   | 2 | 2 |
| 4    | Trung Quốc        | 4   | 1 | 3 |
| 5    | Thái Lan          | 3   | 1 | 2 |
| 6    | Mông Cổ           | 3   | 0 | 3 |

## Liên kết
- www.ocasia.org Lưu trữ ngày 6 tháng 9 năm 2018 tại Wayback Machine